# آبراهام گانز
آبراهام گانز (انگلیسی: Ábrahám Ganz; ۶ نوامبر ۱۸۱۴ – ۱۵ دسامبر ۱۸۶۷) کارآفرین و مخترع اهل سوئیس بود، که در سال ۱۸۴۵ شرکت گانز ورکس را تأسیس کرد.